# Ostrowo (rejon grodzieński)
Ostrowo (biał. Вострава) – wieś na Białorusi, położona w obwodzie grodzieńskim w rejonie grodzieńskim w sielsowiecie skidelskim.

## Historia
W czasach zaborów w granicach Imperium Rosyjskiego, w guberni grodzieńskiej, w powiecie grodzieńskim.
W latach 1921–1939 ówczesny zaścianek leżał w Polsce, w województwie białostockim, w powiecie grodzieńskim, w gminie Jeziory.
Według Powszechnego Spisu Ludności z 1921 roku zamieszkiwało tu 37 osób, 2 było wyznania rzymskokatolickiego a 35 prawosławnego. Jednocześnie 34 mieszkańców zadeklarowało polską przynależność narodową a 3 białoruską. Było tu 5 budynków mieszkalnych.
Miejscowość należała do parafii prawosławnej w Jeziorach. Podlegała pod Sąd Grodzki w Skidlu i Okręgowy w Grodnie; właściwy urząd pocztowy mieścił się w Jeziorach.
W wyniku napaści ZSRR na Polskę we wrześniu 1939 miejscowość znalazła się pod okupacją sowiecką. 2 listopada została włączona do Białoruskiej SRR. 4 grudnia 1939 włączona do nowo utworzonego obwodu białostockiego. Od czerwca 1941 roku pod okupacją niemiecką. 22 lipca 1941 r. włączona w skład okręgu białostockiego III Rzeszy. W 1944 miejscowość została ponownie zajęta przez wojska sowieckie i włączona do obwodu grodzieńskiego Białoruskiej SRR.
Od 1991 r. w składzie niepodległej Białorusi.